# Льесковец (Прешовский край)
Льесковец (словац. Lieskovec) — село и одноимённая община в районе Гуменне Прешовского края Словакии. В письменных источниках начинает упоминаться с 1430 года.

## География
Село расположено в юго-восточной части края, в южной части Низких Бескид, в долине одного из притоков Ондавки, при автодороге 3824. Абсолютная высота — 153 метра над уровнем моря. Площадь муниципалитета составляет 9,69 км².

## Население
| Год:                | 1994 | 2004    | 2014    | 2024    |
| ------------------- | ---- | ------- | ------- | ------- |
| Количество человек: | 474  | 458     | 443     | 414     |
| Разница:            |      | −3,37 % | −3,27 % | −6,54 % |

По данным последней официальной переписи 2011 года, численность населения Льесковца составляла 448 человек.